# Poli Distillerie

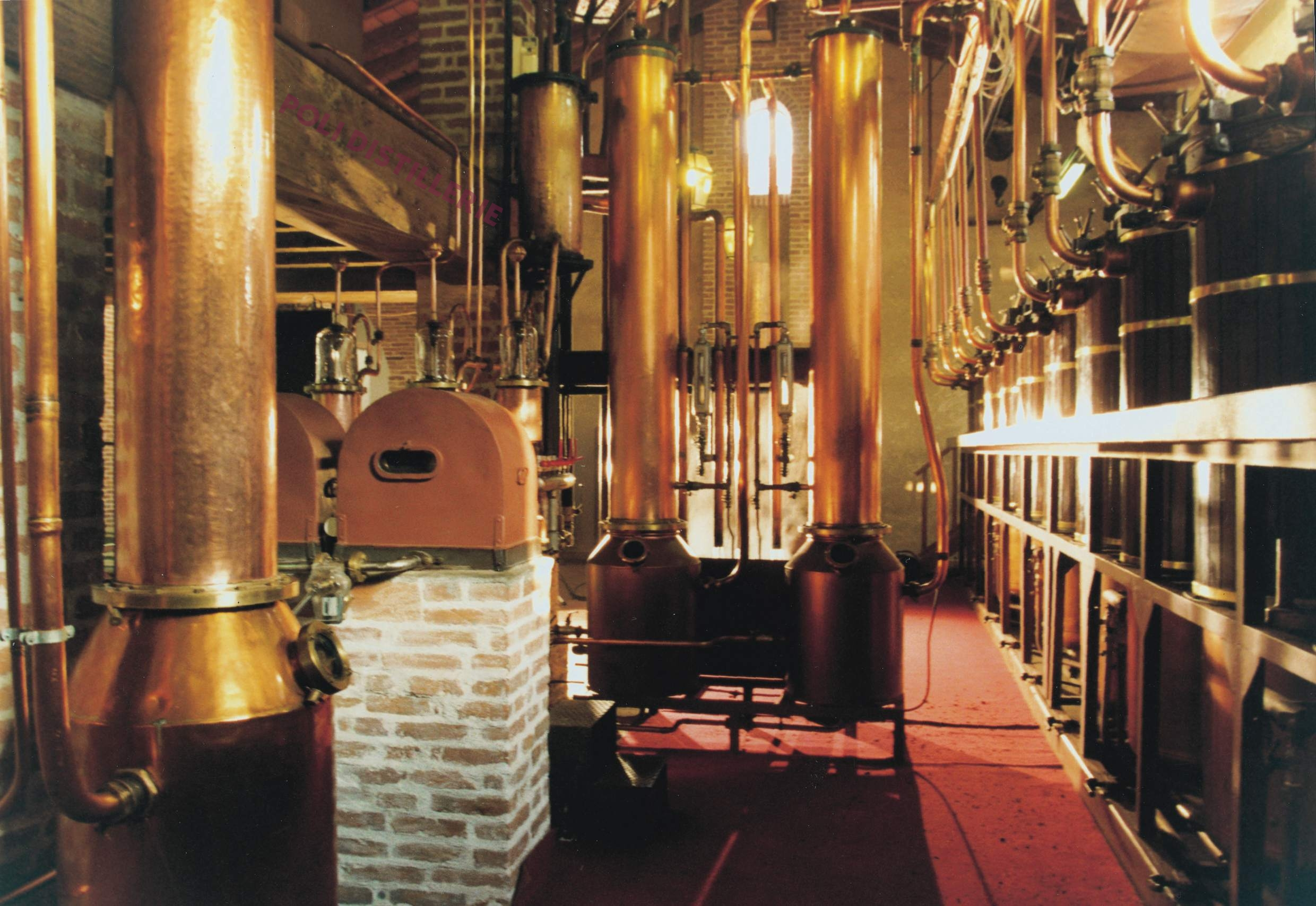
L'alambicco artigianale della Poli Distillerie (2000)

Poli Distillerie è un'azienda italiana a carattere artigianale nel settore della distillazione degli alcolici, con sede a Schiavon in provincia di Vicenza.

## Storia
La distilleria, fondata a Schiavon nel 1898 e di proprietà della famiglia Poli, produce grappa utilizzando un alambicco completamente in rame, fra i pochissimi ancora esistenti, composto da caldaiette a vapore a ciclo discontinuo e rappresenta uno dei maggiori produttori di grappa artigianale nel vicentino.
La storia delle distillerie Poli inizia nel 1898 con il grappaiolo Giobatta (figlio di Paolo, la cui famiglia era originaria dell'Altopiano dei Sette Comuni) che girava, con una piccola distilleria montata su un carretto, per le case a distillare vinacce. La distilleria è passata di padre in figlio fino ai pronipoti Giampaolo, Barbara, Andrea e Jacopo Poli che continuano tuttora l'attività producendo grappa, distillati di uva, di vino e di frutta.
Il 50% della produzione è esportata in oltre 50 Paesi nel mondo.

## Poli museo della grappa
La distilleria presso la sede di Schiavon e a Bassano del Grappa ha allestito un museo della grappa che si compone di cinque sale, con testi in italiano e inglese e proiezione video in varie lingue. Il museo nel 2020 contava circa 12 000 visitatori mensili, il che lo rende uno dei Musei d'impresa più visitati d’Italia.